# L'idolo del villaggio
L'idolo del villaggio (A Small Town Idol) è un film muto del 1921 diretto da Erle C. Kenton e Mack Sennett. 

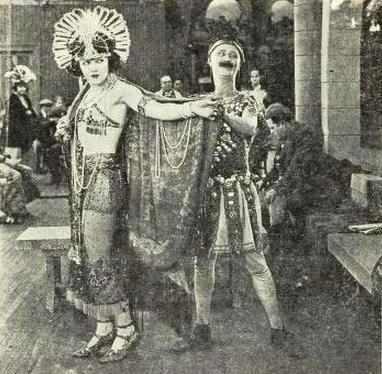
Marie Prevost e Ben Turpin

## Trama
Sam Smith è fidanzato con la più bella ragazza della città ma viene accusato di furto ed è costretto a scappare. Arrivato a Los Angeles, il caso lo porta in uno studio cinematografico dove prende il posto di un attore che, per girare una scena, si rifiuta di saltare giù da un ponte. Sam diventa un attore di successo ma, tornato a casa, viene imprigionato e minacciato di linciaggio. Viene salvato dalla confessione del padre della sua bella e, così, diventa "l'idolo della piccola città".

## Produzione
Il film fu prodotto dalla Mack Sennett Comedies.

## Distribuzione
Distribuito dall'Associated Producers Inc., il film uscì nelle sale cinematografiche USA il 13 febbraio 1921. In Italia venne distribuito da Artisti Associati tra il 1924 e il 1925.